# Semiperfect getal
In de wiskunde is een semiperfect getal (ook wel pseudoperfect getal) een natuurlijk getal dat gelijk is aan de som alle echte delers, of van een aantal daarvan.

Met andere woorden: is {\displaystyle n} een semiperfect getal, dan moet de som van de elementen van een (zekere) deelverzameling van {\displaystyle \{d|1\leq d<n\ \wedge \ d\,{\text{is}}\,{\text{deler}}\,{\text{van}}\,n\}} gelijk zijn aan {\displaystyle n}.
Voorbeeld
- Alle echte delers van het getal {\displaystyle 20} zijn: {\displaystyle 1,2,4,5,10}.
- {\displaystyle 20=1+4+5+10}. Daarmee is {\displaystyle 20} een semiperfect getal.

De eerste negen semiperfecte getallen zijn:
{\displaystyle 6,12,18,20,24,28,30,36,40}
Het eerste oneven semiperfecte getal is {\displaystyle 945} (het is het 233e semiperfecte getal).

## Eigenschappen
- Ieder veelvoud van een semiperfect getal is semiperfect.
- Een semiperfect getal is een overvloedig getal.

Een overvloedig getal dat niet semiperfect is, wordt een vreemd getal genoemd.
- Elk getal van de vorm {\displaystyle {{2}^{m}}\cdot p}, waarbij {\displaystyle m} een natuurlijk getal is en {\displaystyle p} een priemgetal zodat {\displaystyle {{2}^{m}}<p<{{2}^{m+1}}}, is semiperfect.

Een semiperfect getal dat gelijk is aan de som van al zijn echte delers, wordt een perfect getal genoemd.

## Noot
1. ↑  (en)  Rij: A005835 (Pseudoperfect number). Op: On-line Encyclopedia of Integer Sequences.